# Emmerich de Vattel

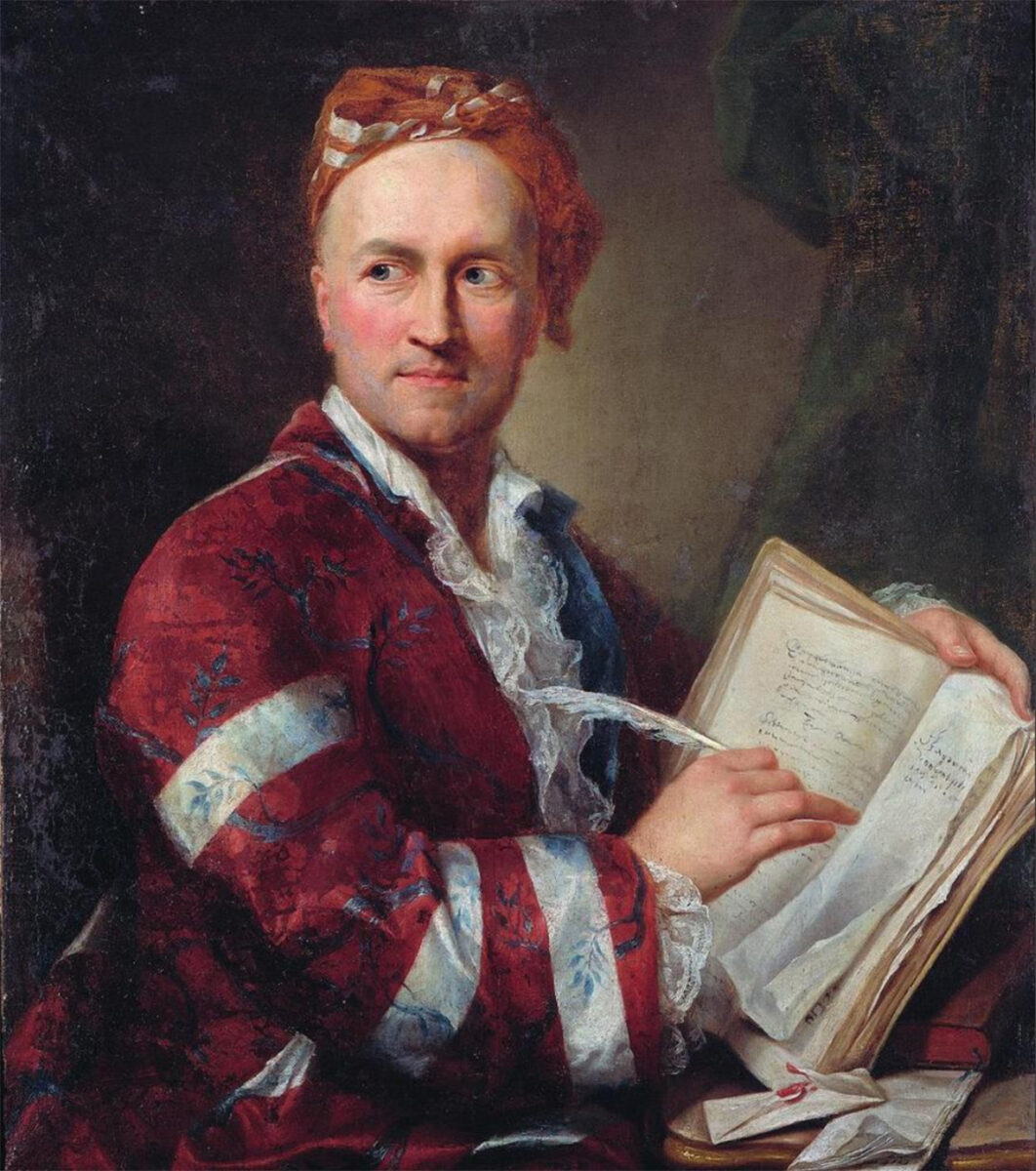
Emmerich de Vattel

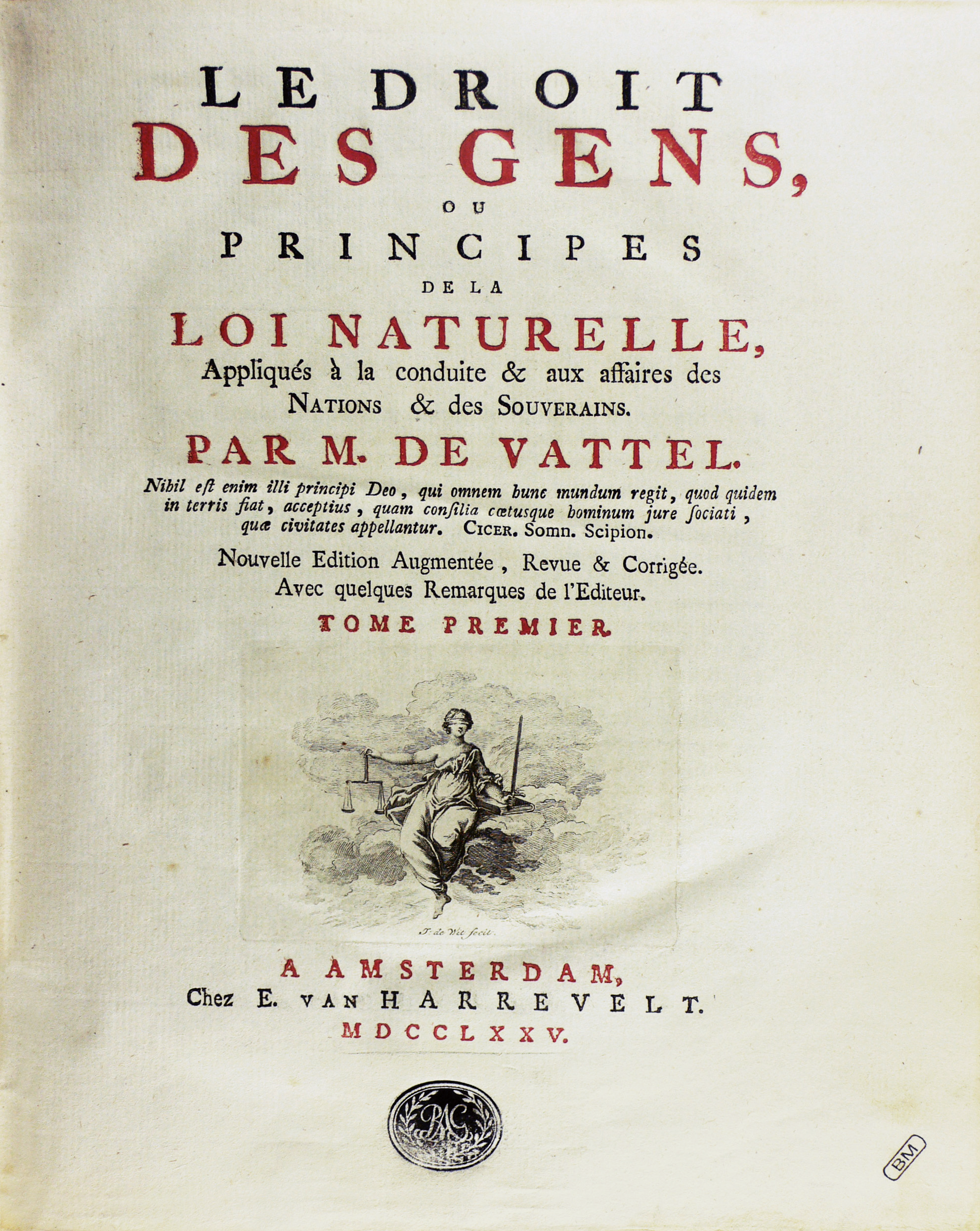
Le droit des gens, 1775.

Emerich de Vattel, född 25 april 1714 i Couvet, Schweiz, död 28 december 1767 i Neuchâtel, var en schweizisk diplomat och rättsfilosofisk författare, vars litterära alster lade grundvalen till den moderna folkrätten och politiska filosofin.
Emerich de Vattel var son till en präst i reformerta kyrkan, men han blev faderlös redan vid 16 års ålder. Han studerade vid universiteten i Basel och i Genève. 1741 utkom han med sin första bok, som handlade om Gottfried Wilhelm Leibniz. Några år senare flyttade han till Dresden i Sachsen.
I filosofiskt hänseende var de Vattel mycket influerad av Hugo Grotius, Gottfried Wilhelm Leibniz och Christian von Wolff; de båda senares teorier sökte han införliva i rättsfilosofin och den politiska filosofin. Hans huvudverk är Droit des gens; ou, Principes de la loi naturelle appliqués à la conduite et aux affaires des nations et des souverains (Nationernas rätt; eller Naturrättens principer tillämpade på staters handlingar och affärer och suveränitet), som skrevs 1758. Den gav honom vidsträckt berömmelse, och för den skull blev han utnämnd till kunglig rådgivare av Fredrik August II av Sachsen.
Boken Nationernas rätt tillkom genom att de Vattel översatte en bok med samma titel av Christian von Wolff från latin till folkspråk och försåg den med kommentarer. Huvudsakligen handlar den om staters och medborgares skyldigheter, men den tar även upp krigsrätt där diplomatin fästs stor vikt vid. Han härleder själv sitt begrepp till romersk rätt och Corpus juris civilis, och några bärande tankar är att människan behöver frihet för att vara lycklig, och folksuveränitetsprincipen. Därför fördömde han till exempel den europeiska kolonialiseringen av Amerika och den dithörande överföringen av sin slags civilisation dit (se till exempel del 2, kapitel 4). Krig såg han som en sista utväg, och som ett bevis för att förnuftet inte råder; en stat som styrs av förnuft behöver inte tillgripa våld, menar Vattel, annat än i undantagsfall, och endast då andra utvägar misslyckats. I likhet med Grotius ansåg han att rättvisan måste iakttagas vid krig. Sista delen av boken ägnar han åt återuppbyggandet av en nation och de mellanstatliga relationerna efter krig, och därmed fredsfördragets betydelse, syfte och utformning, och åt diplomatiska förbindelser.
I senare verk skrev han om naturrätten i Wolffs teorier.